# Димитрій Маган
Димитрій (в миру Євген Митрофанович Маган; 25 червня 1899, Чернігів — 1 квітня 1969, Джексон, штат Нью-Джерсі, США) — випускник Чернігівської духовної семінарії, релігійний діяч у США українського походження. Єпископ невизнаної Православної церкви в Америці. 

## Життєпис
У 1917 закінчив Чернігівську духовну семінарію . 
Після громадянської війни в Росії  опинився на території, яка перейшла до Польщі. Приєднався до автокефальної Польської православної церкви . 
17 червня 1924 єпископом Гродненським Алексієм Громадським в архієрейському будинку міста Гродно був пострижений в чернецтво з ім'ям Димитрій.  
22 червня того ж року тим же єпископом висвячений в сан ієродиякона .  
20 липня того ж року висвячений у сан ієромонаха . 
З вересня 1924 служив священиком у місті Калші.  
У 1927 призначений настоятелем приходу в Замхе Білгорайського повіту на Холмщині, де служив до 1929. 
З 1929 по 1931 — настоятель приходу в місті Бидгощ.  
У 1931 деякий час опікувався в'язнями  кримінальної в'язниці Дрогобича на Галичині.  
Потім служив настоятелем приходу містечка Новий Почаїв при Почаївській Лаврі.  
У 1932 — 1935 — настоятель парафії та завідувач Лаврським обійстям у Здолбунові.  
У 1935 призначений настоятелем Свято-Успенського Жировицького монастиря.  
У 1937 — член правління Віленського Свято-Духівського монастиря у Вільнюсі. У 1938 призначений настоятелем приходу і знову завідувачем Лаврським обійстям у Здолбунові , де прослужив до 1941 року . 
У 1939 після більшовицької окупації Західної України і Західної Білорусії вимушено увійшов до кліру РПЦ . 
Після німецької окупації увійшов до складу Української автономної православної церкви. 
25 листопада 1941 Собор єпископів Української автономної церкви обрав архімандрита Димитрія єпископом Новогрудським, вікарієм Чернігівської єпархії.  
11 червня 1942 в Почаївській лаврі  відбулася його хіротонія на єпископа Рівненського, першого вікарія Волинської єпархії . 
1 серпня 1942 призначений єпископом Катеринославським і Мелітопольським.  
У грудні того ж року титул змінений на «Катеринославський і Запорізький»  . До початку Другої Світової війни в Дніпрі не залишалося жодного діючого храму.  
У 1942 Українська автономна православна церква відновила в Дніпрі  10, а по всій єпархії 318 парафій.  Протягом 1942 ремонтувався кафедральний Свято-Троїцький собор Дніпра .  
З паствою йому довелося пережити найстрашніший період життя для жителів Дніпра — зиму і весну 1943.  
На Богоявлення в 1943 в Дніпрі зібралося близько 60 тис. віруючих, щоби йти хресним ходом на річку Дніпро. 
Собором Єпископів Маган був обраний секретарем Собору Єпископів і Правителем Справ Синоду України.  
З січня 1943 до евакуації 21 вересня 1943 керував Донецькою єпархією . 
У зв'язку з наступом Червоної Армії єпископ Димитрій евакуювався в Словаччину, потім в Німеччину (Мюнхен)  . 
Після війни деякий час жив і служив в таборі Великий Шлейсгейм в Німеччині, часто здійснюючи служби в гімназійній церкві. У таборі разом з ним, в бараку № 114, жили митрополит Пантелеймон Рожновський і архієпископ Венедикт Бобковський, яких Димитрій часто відвідував. 
6 вересня 1945 разом з ще п'ятьма єпископами Української автономної церкви прийнятий в РПЦЗ.  
27 грудня 1945 рішенням Архієрейського Синоду РПЦЗ призначений на Австрійську і Віденську кафедру . 
Взяв участь в Архієрейському Соборі РПЦЗ, що пройшов з 7 по 10 травня 1946 . 
13 липня 1946 вийшов на спокій через хворобу. Переселився до Німеччини. 
У 1946 — 1947 був настоятелем церкви при таборі для переміщених осіб в Шляйсгаймі поблизу Мюнхена . 
З 10 червня 1947 по 1949 — вікарій Німецької єпархії у французькій зоні.
Потім виїхав до США і 10 травня 1949  прийнятий до кліру Православної церкви в Америці та призначений єпископом Бостонським на правах вікарія митрополита Нью-Йоркського Леонтія Туркевича. Від призначення в Пенсильванську єпархію відмовився. 
Служив настоятелем приходу в місті Челсі, штат Массачусетс. З 1959 по 26 лютого 1965 служив настоятелем приходу в місті Віккесбарі, штат Пенсільванія . 
5 — 8 грудня 1950 року брав участь у VIII Всеамериканському Соборі митрополії в Нью-Йорку, де балотувався на її предстоятеля і посів друге місце після архієпископа Леонтія, що став митрополитом Чиказьким, отримавши 8 голосів проти 239 за Леонтія. 
У 1952 зведений в сан архієпископа . 
У 1954 призначений архієпископом Чиказьким і Міннеаполіським, однак на Середній Захід не поїхав . 
У 1956 призначений архієпископом Філадельфійським і Пенсильванським та адміністратором благочиння Нью-Джерсі . 
У 1961 призначений архієпископом Вілкс-Барським і Пенсильванським . 
За свідченням низки емігрантів, останні роки життя неохоче брав участь в засіданнях Синоду Північно-Американської митрополії, в якій все більше затверджувалися тенденції богослужінь англійською мовою, посилення соціальної роботи . 
У 1964 звільнений на спокій . В останні роки свого життя жив у своїй резиденції в Джексоні (Jackson), штат Нью-Джерсі. 
Помер 1 квітня 1969 в Джексоні .  
Був похований на Володимирському кладовищі, біля лівої сторони храму Різдва Пресвятої Богородиці в Джексоні .  